# Брезє-при-Лекмарю
Брезє-при-Лекмарю (словен. Brezje pri Lekmarju) — поселення в общині Шмарє-при-Єлшах, Савинський регіон, Словенія. 
Висота над рівнем моря: 374 м.